# Alexandre Varille
Alexandre Varille   (3r districte de Lió, 12 de març de 1909 - Joigny, 1 de novembre de 1951) fou un egiptòleg francès.

## Biografia
Alexandre Varille és fill de Mathieu Varille i Jeanne Rougier. Durant els seus estudis, que li van valer una llicenciatura en economia política i literatura, Varille va conèixer Victor Loret, el seu professor d'egiptologia a la Universitat de Lió, el qual li va transmetre la seva passió per l'arqueologia egípcia. Varille va començar a treballar a Egipte el 1931 i l'any següent fou elegit membre de l'Institut français d'archéologie orientale al Caire.
El 1939, va excavar les portes monumentals Ptolemeu III i Ptolemeu IV del temple de Nag al-Madamud, les quals es troben avui al Museu de Belles Arts de Lió.
De 1940 a 1943, va treballar al temple de Karnak -Nord amb l'arquitecte Clément Robichon . Coneixen René Adolphe Schwaller de Lubicz. Junts, l'any 1943, van fundar la “Grup Luxor". El 1946, aquest grup va publicar Disssertation on a Pharaonic Stele, un desxifrat filològic i esotèric al marge de l'egiptologia oficial. Alexandre Varille i Clément Robichon publiquen un àlbum de fotografies titulat A Egipte . Una versió anglesa de l'obra sota el títol Eternal Egypt, traduïda per Laetitia Gifford, es va publicar el 1955 a Nova York.
El 1944, fou contractat com a expert pel Servei d'Antiguitats, va continuar la seva recerca amb el "Grup Luxor» al qual s'afegiran Alexandre Stoppelaëre i l'arqueòleg belga Arpag Mekhitarian. Alexandre Varille era un apassionat d'Amenhotep, fill d'Hapou, li va dedicar un primer estudi co-escrit amb Clément Robichon, i publicat l'any 1936 per l'IFAO.: El Temple de l'Escriba Reial Amenhotep, fill d'Hapou, llavors una tesi universitària que es va publicar pòstumament Inscripcions sobre l'arquitecte Amenhotep, fill d'Hapou (1960) 
Loret li va llegar els seus arxius, però poc després del traspàs del seu mestres, Varille morí en un accident de cotxe el 1951, als 42 anys, sense poder-los explotar. Van ser venuts el 2000 pels seus hereus a Ars Libris, una llibreteria de vell dels Estats Units especialitzada en llibres d'art. La Universitat de Milà els adquirí el 2002 per 225.000 euros.